# Howard Lutnick
Howard Lutnick (Jericho, Nueva York; 14 de julio de 1961) es un empresario multimillonario estadounidense, sucesor de Bernard Gerald Cantor al frente de Cantor Fitzgerald. Es el secretario de Comercio de los Estados Unidos desde el 21 de febrero de 2025 bajo la segunda presidencia de Donald Trump.
Lutnick es presidente y consejero delegado de Cantor Fitzgerald y BGC Partners. Su nominación en el Departamento de Comercio fue hecha en noviembre de 2024.
Tras perder a 658 empleados, incluido su hermano, en los atentados del 11 de septiembre de 2001, Lutnick sobrevivió al derrumbe de las torres ya fuera de las mismas, y se ha hecho conocido por sus esfuerzos benéficos a través del Cantor Fitzgerald Relief Fund, que ayuda a las familias de los atentados y desastres naturales.
En septiembre de 2018, Lutnick poseía el 60% de Cantor Fitzgerald, con un patrimonio neto de 1 500 millones de dólares.

## Primeros años
Howard Lutnick nació en el seno de una familia judía en Jericó, en la zona de Long Island, el 14 de julio de 1961, hijo de Solomon Lutnick, profesor de Historia en el Queens College, y de Jane Lutnick, artista. Lutnick era el mediano de la familia, cuyos hermanos eran una hermana mayor, Edie, y un hermano menor, Gary.
En 1978, Lutnick cursaba el último año de instituto cuando su madre murió de linfoma. Al año siguiente, Lutnick ingresó en el Haverford College de Haverford, en Pensilvania. Durante su primera semana en la universidad, el padre de Lutnick murió mientras recibía tratamiento en un hospital por un cáncer de colon y pulmón. Una enfermera le administró accidentalmente una dosis de quimioterapia cien veces superior a la que se suponía que debía recibir. Huérfanos, Lutnick y sus dos hermanos fueron abandonados en gran medida por sus familiares y tuvieron que valerse por sí mismos. Lutnick, que entonces tenía 18 años, se vio obligado a contratar a un abogado para saldar la deuda que había dejado su padre.
El presidente y el decano de Haverford, una institución que se enorgullecía de su herencia cuáquera, llamaron a Lutnick una semana después de la muerte de su padre y le ofrecieron una beca completa para estudiar allí.
Lutnick se licenció en Economía por el Haverford College en 1983.

## Familia
El 10 de diciembre de 1994, Lutnick se casó con Allison Lambert, abogada asociada del bufete Wilson, Elser, Moskowitz, Edelman & Dicker. Juntos tienen cuatro hijos, entre ellos Brandon y Kyle, cuyos primeros días de preescolar y guardería, respectivamente, cayeron el 11 de septiembre de 2001. Lutnick iba a dejar a su hijo a la guardería, lo que le hizo llegar tarde al trabajo y le salvó la vida.

## Carrera
Lutnick se incorporó a Cantor Fitzgerald en 1983, el mismo año en que se licenció en la universidad. Desde el principio, entabló una cálida relación con el fundador de la empresa, Bernard Cantor, como su mentor personal. En 1991, fue nombrado presidente y consejero delegado de la empresa, y pasó a ser presidente en 1996.
Desde el principio, dio gran importancia a la tecnología y, en 1999, tomó la decisión de sacar a bolsa eSpeed, una filial de Cantor Fitzgerald dedicada a la negociación electrónica. Este sistema de negociación electrónica no requería corredores y fue en gran parte la razón por la que Cantor Fitzgerald pudo mantenerse a flote cuando el 70% de los corredores de su oficina de Nueva York, todos los que estaban en la oficina esa mañana, murieron en los atentados del 11 de septiembre.
En 2004, Lutnick y el entonces director de la oficina de Londres, Lee M. Amaitis, decidieron dividir Cantor Fitzgerald en dos operaciones separadas. Cantor seguiría gestionando grandes operaciones a través de mesas de negociación de acciones y bonos, mientras que BGC Partners, de nueva creación, ofrecería operaciones impulsadas por corredores de bolsa. Este movimiento permitió a las dos entidades crecer de forma independiente la una de la otra, pero exigió a Cantor pedir 400 millones de dólares en préstamos y endeudarse por primera vez como empresa para financiar adecuadamente el crecimiento inicial de BGC. En 2008, Lutnick supervisó la fusión de BGC Partners y eSpeed, una operación valorada en 1 300 millones de dólares.

## Atentados del 11 de septiembre y hechos posteriores
En el momento de los atentados del 11 de septiembre de 2001, las oficinas de Cantor Fitzgerald ocupaban las plantas 101-105 de la Torre Norte del World Trade Center, justo encima del lugar en el que un avión secuestrado impactó contra el edificio. Ninguno de los empleados que se encontraban en sus oficinas aquella mañana sobrevivió a los atentados.
En total, 658 de los 960 empleados de Cantor murieron ese día, incluido el hermano de Lutnick, Gary. El propio Howard habría estado en la oficina también esa mañana, pero el 11 de septiembre estaba llevando a su hijo a su primer día de guardería. Intentó llegar a las afueras de las torres con la esperanza de encontrar a algún empleado de Cantor que saliera con vida, pero fracasó. Sobrevivió al derrumbe de la Torre Sur refugiándose bajo un coche cercano.
Poco después de los atentados, Lutnick hizo varias apariciones públicas y se convirtió rápidamente en una de las figuras más emblemáticas del 11 de septiembre. Como Cantor Fitzgerald había perdido dos tercios de su plantilla, la empresa se encontraba en una situación vulnerable y muchos observadores esperaban su cierre. Cuatro días después de los atentados, el 15 de septiembre, Lutnick anunció, en medio de una gran polémica, que tendría que suspender el pago de las nóminas de casi 700 empleados desaparecidos o fallecidos.
En una entrevista televisada con Larry King, de la CNN, el 19 de septiembre, Lutnick abordó la cuestión diciendo: "He perdido a todo el mundo en la empresa... No tengo dinero para pagar sus sueldos". En esa misma entrevista, Lutnick afirmó que, aunque se habían dejado de pagar los sueldos, las familias de los empleados de Cantor fallecidos en el atentado recibirían un 25% de los beneficios futuros de Cantor durante cinco años, así como un seguro médico durante los diez años siguientes. En total, este paquete ascendía a más de 100 000 dólares para cada familia.
En 2006, la empresa donó 180 millones de dólares a los familiares de sus empleados afectados por el atentado del 11-S.
En los últimos años, Lutnick ha aparecido en eventos y especiales relacionados con el 11 de septiembre, incluido el documental Out of the Clear Blue Sky, de la cineasta Danielle Gardner. En la versión para cines, el cementerio de Mount Hebron, en Queens (Nueva York), ocupó un lugar destacado. En la versión en DVD se ha suprimido gran parte del metraje y la narración del cementerio. El camposanto tiene una vista despejada de Manhattan, incluidas las torres del World Trade Center y el actual One World Trade Center.

## Filantropía

### Fondo de Ayuda Cantor Fitzgerald
Pocos días después de los atentados, Lutnick creó el Cantor Fitzgerald Relief Fund como organización sin ánimo de lucro para ayudar a las familias de los empleados de Cantor que perecieron en las Torres Gemelas. El fondo se inició con una donación de un millón de dólares del propio Lutnick, y proporcionó ayuda a las familias de las víctimas del 11-S de 14 empresas diferentes, además de Cantor. La hermana de Lutnick, Edie Lutnick, ex abogada laboralista, aceptó unirse a la organización benéfica como directora ejecutiva y cofundadora. El fondo ha entregado aproximadamente 180 millones de dólares a las familias de los empleados de Cantor y unos 280 millones de dólares en total, ya que el fondo ha ampliado el alcance de sus esfuerzos para ayudar a las víctimas de desastres naturales y otras dificultades.

### Día Mundial de la Caridad
Todos los años, el 11 de septiembre (o el día hábil más cercano al 11 de septiembre si ese día cae en fin de semana), Cantor Fitzgerald y su filial BGC Partners celebran un día benéfico mundial y destinan el 100% de los ingresos del día a obras benéficas. Desde 2005, dichos eventos han recaudado aproximadamente 113 millones de dólares. Famosos, estrellas del deporte y otras personalidades participan en el evento en los parqués de Cantor y BGC hablando con los clientes a lo largo del día. Entre los participantes anteriores se encontraban los expresidentes George W. Bush y Bill Clinton, Rudy Giuliani, Lady Gaga, Venus Williams, Eli Manning, Susan Sarandon y el príncipe Harry, que ostentaba el récord de la mayor operación individual del Día Mundial de la Caridad.

### Universidad de Haverford
En 2012, Lutnick fue nombrado miembro del Consejo de Administración del Haverford College tras un mandato de seis años como vicepresidente. Lutnick dotó cinco becas estudiantiles en Haverford y financió o dirigió los esfuerzos para financiar varias instituciones del campus.

### Ayuda tras el huracán Sandy
Cuando el huracán Sandy azotó Nueva York y Nueva Jersey en octubre de 2012, Lutnick prometió 10 millones de dólares para ayudar a las familias que se vieron gravemente afectadas por la tormenta. Cantor Fitzgerald "adoptó" 19 escuelas en las comunidades más afectadas y distribuyó tarjetas de débito de 1 000 dólares a casi 10 000 familias en barrios de Brooklyn, Queens, Long Island, Staten Island y Nueva Jersey. El senador demócrata Chuck Schumer y otras personalidades públicas aparecieron con Lutnick en varias escuelas. Lutnick, con la ayuda de su esposa Allison, su hermana Edie y un equipo de voluntarios y empleados, distribuyó personalmente las tarjetas de débito a los padres a partir de la escuela pública 256 de Far Rockaway.

### Ayuda tras el tornado de Oklahoma
Después de que el tornado Moore de 2013 matara a decenas de personas y causara unos daños estimados en 2 000 millones de dólares, Lutnick apareció en el programa Piers Morgan Live de CNN y prometió que sus empresas y el Cantor Relief Fund donarían 2 millones de dólares a las víctimas del desastre.

### Recaudación de fondos para Donald Trump
El 16 de mayo de 2019, Lutnick organizó una recaudación de fondos para Donald Trump en su casa de Manhattan, recaudando unos cinco millones de dólares, según el ayudante del presidente.